# Pagamento com sub-rogação
No direito das obrigações, o pagamento com sub-rogação é um instrumento jurídico utilizado para se efetuar o pagamento de uma dívida, substituindo-se o sujeito da obrigação, mas sem extingui-la, visto que a dívida será considerada extinta somente em face do antigo credor, mas permanecendo os direitos obrigacionais do novo titular do crédito.
O termo "sub-rogação" significa, no direito, substituição. Nessa modalidade de pagamento, um terceiro, que não o próprio devedor, efetua o pagamento da obrigação. Nesse caso, a obrigação não se extingue, mas somente tem o seu credor originário substituído, passando automaticamente a este terceiro (sub-rogado) todas as garantias e direitos do primeiro. O devedor, que antes pagaria ao originário, deverá realizar o pagamento ao sub-rogado, sem prejuízo algum para si.
No ordenamento brasileiro, existem duas modalidades de sub-rogação: a legal e a convencional. Na primeira modalidade, existe a previsão legal, art. 778, inciso IV do Novo Código Civil, para que ocorra a sub-rogação; o terceiro opera de pleno direito nos casos taxativamente previstos pelo Código, independente da manifestação de vontade de terceiros, e adquire os direitos do credor. Apesar de ser prevista pela Lei, autores sustentam que a vontade das partes permite a dispensa da sub-rogação legal. Enquanto isso, na sub-rogação convencional, existe o acordo de vontade (ou entre o credor e terceiro, ou entre o devedor e terceiro) contemporâneo ao pagamento e expressamente declarado, pois a sub-rogação não se presume já que o pagamento é ato deliberatório.

## Efeitos
Concisamente, são dois os efeitos da sub-rogação:
1. Efeito liberatório, ou seja, o débito que existia para com o credor original extingue-se;
2. Efeito translativo, o que significa que a relação obrigacional é transferida para o novo credor.

## Exemplo
Na prática, é um instrumento muito utilizado quando, por exemplo, tem-se uma dívida com um credor que deverá ser paga em até 6 meses, impreterivelmente. É feita a sub-rogação por um terceiro, que paga a dívida e assume o papel de credor, oferecendo melhores condições de pagamento, como a prorrogação do prazo de pagamento para até 12 meses.